# Юсдаль
Юсдаль (швед. Ljusdal) — містечко (tätort, міське поселення) у центральній Швеції в лені Євлеборг. Адміністративний центр комуни Юсдаль.

## Географія
Містечко знаходиться у північно-західній частині лена Євлеборг за 350 км на північ від Стокгольма.

## Історія
У XVII-XVIII століттях ця місцевість носила назву «Орса Фінмарк», внаслідок того, що спостерігалася велика тенденція переселення до Швеції з Фінляндії. До сих пір багато географічних назв, запозичених із фінської мови, можна зустріти на території муніципалітету міста Юсдаль.
Населення міста Юсдаль значно зросло в кінці XIX століття, коли була побудована головна залізниця.
У 1914 році Юсдаль отримав статус чепінга.

## Герб міста
Герб торговельного містечка (чепінга) Юсдаль мав зображення голови козла в чорному полі з золотим бордюром.
Сюжет герба: у чорному полі золота голова козла з червоним язиком і рогами, по периметру йде золотий бордюр.
Голова козла фігурувала на парафіяльних печатках з 1630-х років. Сюжет походить від герба ландскапу Гельсінгланд, на якому фігурує козел.
Після адміністративно-територіальної реформи, проведеної в Швеції на початку 1970-х років, муніципальні герби стали використовуватися лишень комунами. Цей герб, але без бордюра, був 1971 року перебраний для нової комуни Юсдаль.

## Населення
Населення становить 7 314 мешканців (2018).

## Спорт
У поселенні базується футбольний клуб Юсдаль ІФ, клуб бенді Юсдаль БК та інші спортивні організації.

## Галерея

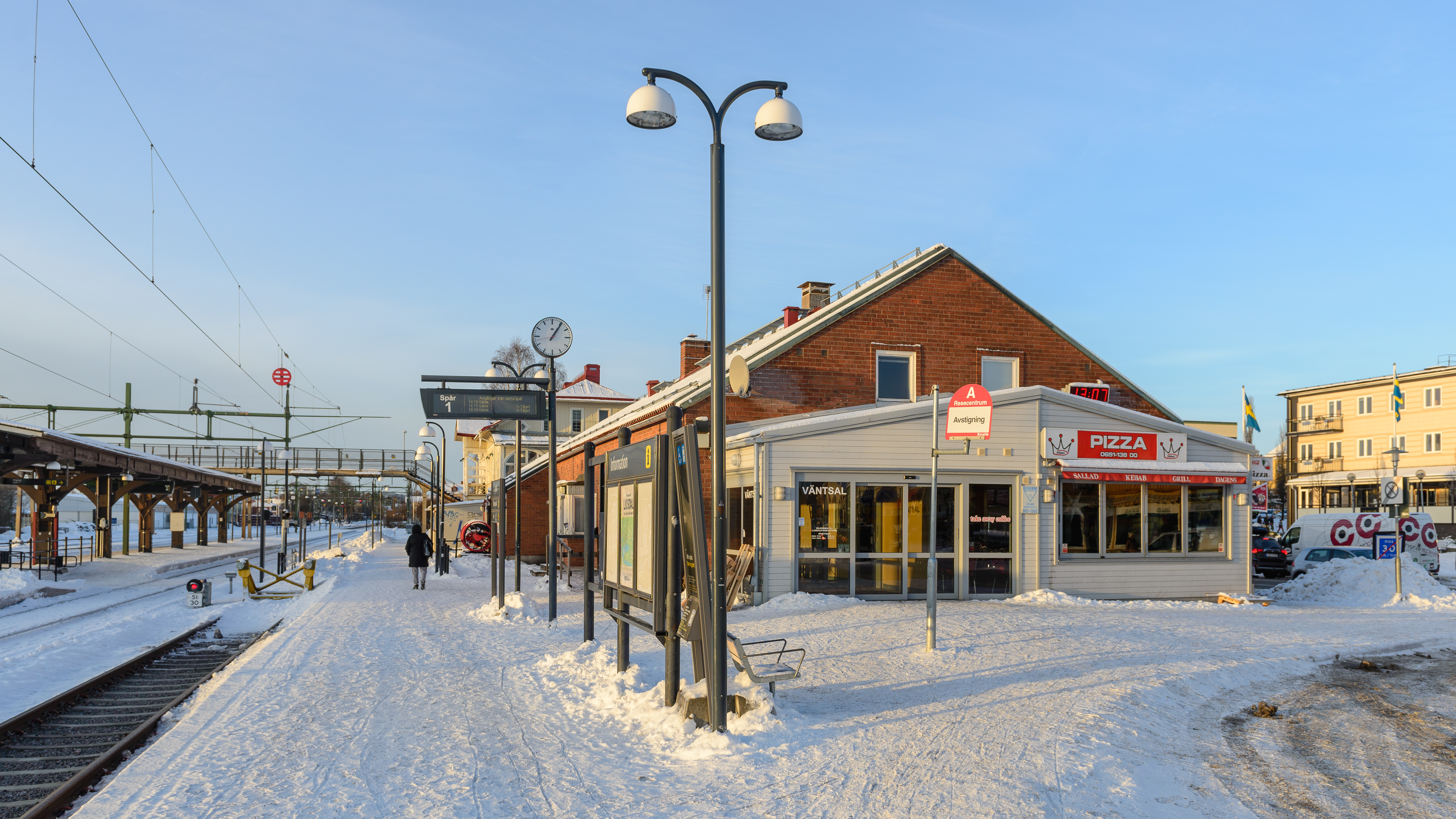
Залізнична станція
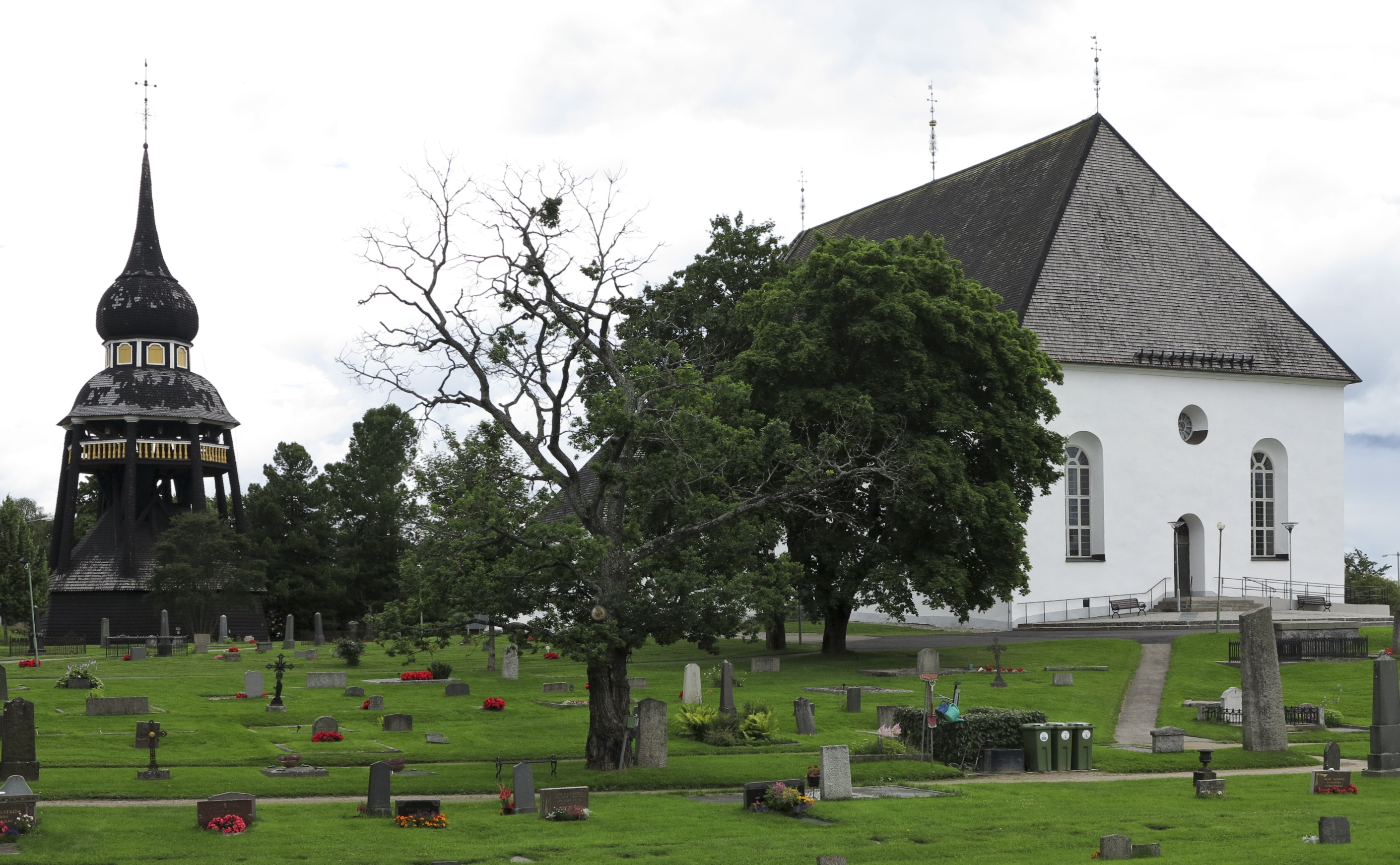
Церква
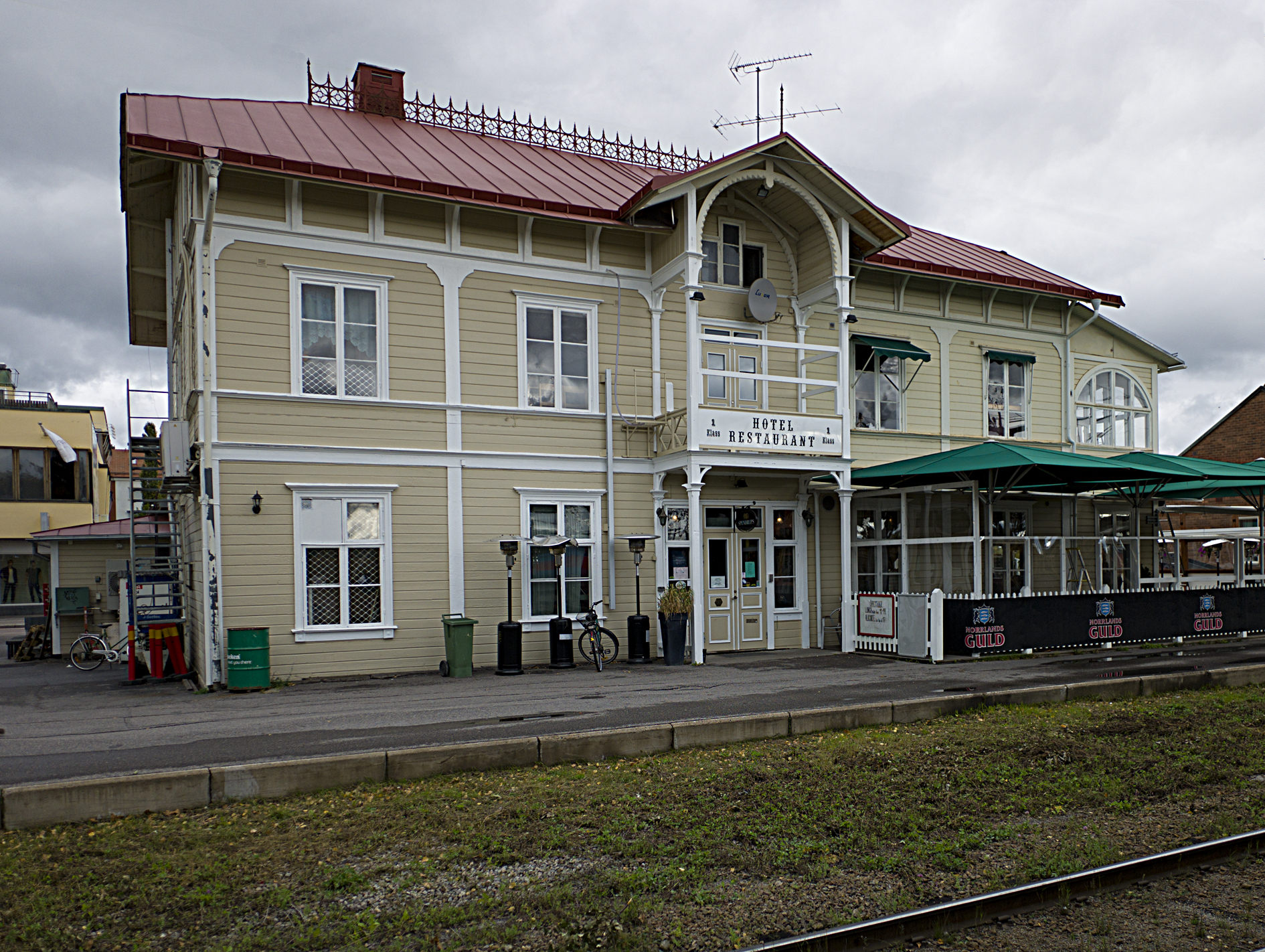
Готель

## Покликання
- Сайт комуни Юсдаль